# Alex Wurman

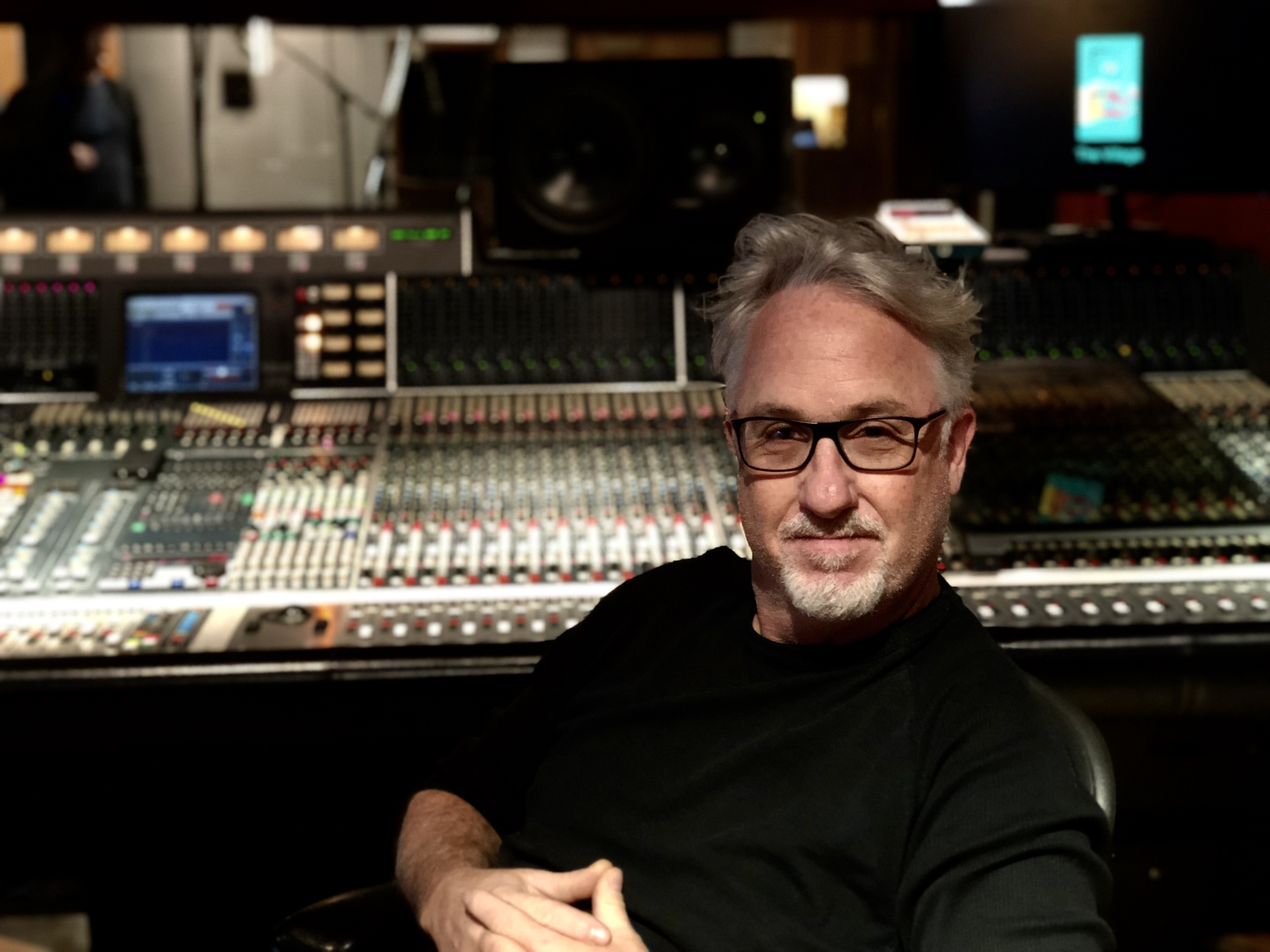
Alex Wurman, 2019

Alexander B. Wurman (* 5. Oktober 1966) ist ein US-amerikanischer Komponist.

## Biografie
Alex Wurman ist der Sohn des Komponisten Hans Wurman (1922–2001) und jüngerer Bruder des Komponisten Felix Wurman (1958–2009). Er besuchte die Chicago’s Academy of Performing Arts High School und studierte anschließend Komposition an der University of Miami und dem American Conservatory of Music. Anschließend zog er nach Los Angeles, wo er anfing für Studentenfilme zu komponieren, bevor er sich als Filmkomponist für Langspielfilme etablieren konnte. Seitdem schrieb er die Musik zu Filmen wie Hollywood Cops, Mein Schatz, unsere Familie und ich und Umständlich verliebt. Er wurde mit drei BMI Film & TV Awards und 2010 für seine Musik an dem Fernsehfilm Du gehst nicht allein mit einem Emmy ausgezeichnet.

## Filmografie (Auswahl)
- 1995: Du schon wieder! (French Exit)
- 1995: Jagd in der grünen Hölle (Dominion)
- 1996: Die Gruft in den Sümpfen (The Grave)
- 1996: In der glanzvollen Welt des Hotel Adlon (Hotel Adlon)
- 1998: Bedrohliche Begierde (Exposé)
- 1999: Bloodsport IV – The Dark Kumite
- 1999: Flussfahrt ins Verderben (Dangerous Waters)
- 1999: Knocked Out – Eine schlagkräftige Freundschaft (Play It to the Bone)
- 2002: Geständnisse – Confessions of a Dangerous Mind (Confessions of a Dangerous Mind)
- 2003: Hollywood Cops
- 2004: Anchorman – Die Legende von Ron Burgundy (Anchorman: The Legend of Ron Burgundy)
- 2004: Gauner unter sich (Criminal)
- 2004: Wake Up, Ron Burgundy: The Lost Movie
- 2005: Die Reise der Pinguine (La marche de l’empereur)
- 2005: Mrs. Harris – Mord in besten Kreisen (Mrs. Harris)
- 2005: So was wie Liebe (A Lot Like Love)
- 2006: Ricky Bobby – König der Rennfahrer (Talladega Nights: The Ballad of Ricky Bobby)
- 2007: Bernard and Doris
- 2007: Run, Fatboy, Run
- 2007: The Nines – Dein Leben ist nur ein Spiel (The Nines)
- 2008: Five Dollars a Day ($5 a Day)
- 2008: Mein Schatz, unsere Familie und ich (Four Christmases)
- 2008: Topjob – Showdown im Supermarkt (Topjob)
- 2008: What Doesn’t Kill You
- 2010: Du gehst nicht allein (Temple Grandin)
- 2010: Umständlich verliebt (The Switch)
- 2011: Fremd Fischen (Something Borrowed)
- 2013: Nennt mich verrückt! (Call Me Crazy: A Five Film)
- 2015: Big Business: Außer Spesen nichts gewesen (Unfinished Business)
- 2022: A Little White Lie